# Гипертрихоз
Гипертрихоз (лат. hypertrichosis от др.-греч. ὑπερ- — чрезмерно + θρίξ, род. п. τριχός — волос + -osis; син. волосатость) — заболевание, проявляющееся в избыточном росте волос, не свойственном данному участку кожи, не соответствующем полу и/или возрасту.
Клинически различают врождённую (общую и ограниченную) и приобретённую формы гипертрихоза.
Преимущественно заболевание мужчин, так как его наследование сцеплено с полом по Y-хромосоме.

## Классификация
Различают врождённый пушковый, врождённый ограниченный, пояснично-крестцовый гипертрихоз при спинальной дистрофии, невоидный, приобретённый пушковый, симптоматический (после травмы головы, при ряде синдромов, при буллёзном эпидермолизе, нервной анорексии, при недостаточном питании, дерматомиозите, претибиальной микседеме и др.), при синдроме врождённых уродств (алкогольный синдром плода и др.), ятрогенный гипертрихоз, приобретённый ограниченный гипертрихоз.

## Этиология
Наиболее распространённая причина гипертрихоза приобретённого характера — нарушенная секреторная функция некоторых желёз (яичники, надпочечники, гипофиз), поликистоз яичников, изменения гормонального фона в период беременности и климакса; длительный приём гормональных препаратов (кортикостероидов и андрогенов). Иногда избыточный рост волос связан с патологиями щитовидной железы (базедова болезнь) и эпифиза.
Причиной различных форм приобретённого гипертрихоза также может стать заболевание нервной системы (опухоль головного мозга, поражение нервных стволов, стресс и тяжёлые психоэмоциональные переживания, эпилепсия), инфекционные болезни (особенно при длительном лечении стрептомицином), нарушение обмена веществ, опухоль молочной железы.
Избыточный рост волос часто наблюдается в местах длительного воздействия факторов увеличивающих кровенаполнение кожи, травмирующих и раздражающих кожный покров — некоторых наружных средств (псориазин, антипсориатикум, горчичники, пластыри, кортикостероидные мази и др.), местных тепловых процедур (горячие ванночки, компрессы, озокеритолечение и парафинолечение), физического воздействия на волосяной покров и кожу (бритьё, систематическая депиляция, криотерапия, массаж, раздражение, вызванное гипсовой повязкой), как следствие хронических воспалительных процессов кожи.

## Клиническая картина
При гипертрихозе у женщин усиливается рост волос в области подбородка, носогубных складок, подкрыльцовых впадин, на груди, конечностях, наружных половых органах; зона оволосения на лобке расширяется по мужскому типу. К местным гипертрихозам относят гипертрихоз в области грудины — переднегрудной (престернальный) гипертрихоз, который может быть одним из симптомов нейрофиброматоза и нередко сочетается со вдавленной грудиной. Местный поясничный гипертрихоз может сопровождаться спинальной дисрафией (незаращение позвоночного столба). В этом случае в зоне поражения имеется пучок длинных мягких шелковистых волос.
Заболевание сопровождается неврологическими симптомами (слабость ног, потеря чувствительности, недостаточность сфинктера), которые можно устранить хирургическим вмешательством. На лице избыточное оволосение может захватить брови (сращённые брови), нередко наблюдаемые у нескольких членов одной семьи.
К локальному гипертрихозу относят врождённые пороки развития — волосяные родимые пятна (невусы). Они могут быть покрыты пушковыми обесцвеченными или темноокрашенными волосами. Описан гигантский пигментный невус (меланоз) Беккера — своеобразное симметричное поражение кожи, при котором пигментация в области родимого пятна развивается в зрелом возрасте. Окраска такого невуса насыщенно-коричневая, отмечается выраженный гипертрихоз только в зоне пигментации. Волосяные невусы могут сопровождаться различной врождённой патологией.

## Лечение
Лечение эффективно, если удаётся выявить и устранить основную причину аномального роста волос. При нарушении функций желёз внутренней секреции показано лечение у эндокринолога. Также исследуют психоневрологический статус, выявляют функциональные нарушения эндокринной системы как возможные причины гипертрихоза. По возможности, прекращают местные процедуры и другие воздействия, стимулирующие усиленный рост волос.
Врождённый гипертрихоз не лечится.
При ограниченном гипертрихозе применяются физиотерапевтические методы (волосы удаляются при помощи электроэпиляции), для удаления волос используются также различные депилятории (эффект кратковременный, волосы после применения депилирующих составов могут расти более интенсивно; часто как побочный эффект их применения присутствует дерматит). Если волосы сбриваются безопасной или электрической бритвой, побочные эффекты такого рода отсутствуют. Волосы обесцвечиваются с использованием средств, содержащих раствор перекиси водорода.